# Pseudonapomyza hypoestivora
Pseudonapomyza hypoestivora är en tvåvingeart som först beskrevs av Seguy 1951.  Pseudonapomyza hypoestivora ingår i släktet Pseudonapomyza och familjen minerarflugor. Inga underarter finns listade i Catalogue of Life.